# هشام آل دبيس
هشام حسين آل دبيس مواليد 26 سبتمبر 2001، هو لاعب كرة قدم سعودي يلعب حالياً في نادي الشباب السعودي.